# Gabriel Egan
Gabriel Egan es un actor australiano que interpretó a Sean Jefferies en Home and Away.

## Carrera
En 1996 apareció por primera vez en la serie policíaca Blue Heelers donde interpretó a P-Plater en el episodio "Mind Games", más tarde en 1998 dio vida a Glen Cumming en los episodios "A Piece of Cake" y en "Stars in Their Eyes" finalmente su última aparición en la serie fue en el 2000 cuando interpretó a Cameron Martin en dos episodios.
En 1999 apareció en un episodio de la popular serie australiana Neighbours donde interpretó a Greg Baker, anteriormente había aparecido por primera vez en la serie en 1995 donde interpretó a Pete Webb durante el episodio # 1.2513 .
En el 2005 apareció como invitado en tres episodios de la exitosa serie australiana Home and Away donde interpretó a Sean Jefferies, el hermano de Aden Jefferies (Todd Lasance) y Justin Jefferies (Matthew Walker). Sean fue arrestado luego de secuestrar a Ric Dalby y a Flynn Saunders.

## Filmografía
- Series de Televisión.:

| Año        | Serie         | Personaje           | Notas                         |
| ---------- | ------------- | ------------------- | ----------------------------- |
| 2007       | Love My Way   | Miembro de la Banda | episodio "Running with Crabs" |
| 2005       | Home and Away | Sean Jefferies      | 3 episodios                   |
| 1999, 2000 | Blue Heelers  | Cameron Martin      | 2 episodios                   |
| 1999       | Thunderstone  | Mac                 | 2 episodios                   |
| 1999       | Neighbours    | Greg Baker          | episodio # 1.3230             |

- Películas.:

| Año  | Título          | Personaje     | Notas |
| ---- | --------------- | ------------- | --- |
| 2011 | No Through Road | Dave Marshall | junto a Louise Bremner, Jackson Daniel, Joe Fairhurst, Amber Field & Jerome Velinsky                                          |
| 2008 | The Plex        | Blinger       | junto a Laura Andersen, Steve Bastoni, Michael Cotton-Stapleton, Leo Domigan, Matt Doran, Yvonne Strahovski & John Schwartz   |
| 2002 | Dirty Deeds     | Stevo         | junto a Bryan Brown, Toni Collette, William McInnes, Sam Worthington, Kestie Morassi, Felix Williamson & Brett Hicks-Maitland |